# Luigi Denza
Luigi Denza (Castellammare di Stabia, 23 febbraio 1846 – Londra, 27 gennaio 1922) è stato un compositore italiano.

## Biografia
Fu avviato agli studi musicali nel conservatorio napoletano di San Pietro a Majella ed ebbe per maestri Paolo Serrao e Saverio Mercadante.
Nel 1876 mise in scena a Napoli la sua commedia Wallenstein. Divenne professore di canto nello stesso Conservatorio napoletano, quindi nel 1879 emigrò a Londra, dove fu condirettore della London Academy of Music sino al 1898, indi professore di canto alla Royal Academy of Music, cattedra che tenne sino alla morte.
Autore di ben ottocento composizioni musicali, è celebre soprattutto per Funiculì funiculà, composta per la Piedigrotta del 1880, su versi di Giuseppe Turco, in occasione dell'inaugurazione della Funicolare del Vesuvio.
La città natia gli ha intitolato una strada, una scuola ed eretto un busto nella Villa comunale.

## Opere (parziale)

### Canzoni popolari
- Funiculì, Funiculà (1880)
- Occhi di fata
- Se

### Composizioni strumentali
- Ricordo di Quisisana
- Vieni da me
- Notturno

### Opere liriche
- Wallenstein (1876)